# Africa Muslims Agency
Die Africa Muslims Agency ist eine kuwaitische Nichtregierungsorganisation der Entwicklungszusammenarbeit, die 1982 gegründet wurde und in 34 Ländern Afrikas Büros unterhält (Stand 2001). Die AMA bietet unter anderem humanitäre und soziale Hilfe sowie den Bau von Schulen oder Krankenhäusern. 1998 wurde ihr vom Wirtschafts- und Sozialrat der Vereinten Nationen (ECOSOC) Konsultativstatus verliehen.